# Little Joe 5A
A Little Joe 5A foi a tentativa de reeditar o um teste não tripulado da espaçonave Mercury, usando o foguete Little Joe como parte do Programa Mercury, tendo em vista que a primeira tentativa (Little Joe 5), resultou em fracasso.
Esta missão, mais uma vez usou uma capsula Mercury de produção (a de número 14 nesse caso). O lançamento, ocorreu em 18 de março de 1961 a partir de Instalação de Voo Wallops, Virginia, Estados Unidos.
Os mesmos problemas de separação ocorridos na missão LJ-5, ocorreram nessa, fazendo com que a capsula permanecesse conectada ao foguete. No entanto, dessa vez, durante o voo, foi enviado um comando de terra para separar a capsula do foguete e da torre de escape. Isso permitiu que o paraquedas funcionasse, e a capsula foi recuperada, apenas com pequenas avarias. Ela seria utilizada na tentativa seguinte, a LJ-5B, numa terceira tentativa de atingir os objetivos da missão.
O Little Joe 5A, atingiu 12 km de altitude e um alcance de 29 km. O voo durou 5 minutos e 25 segundos. A velocidade máxima foi de 2.869 km/h e a aceleração foi de 8 G (78 m/s²).
A capsula Mercury número 14 usada nessa missão, está atualmente em exibição no Centro Aeroespacial da Virgínia em Hampton, Virginia.